# یواس‌اس نایتینگل (ای‌ام‌سی-۱۴۹)
یواس‌اس نایتینگل (ای‌ام‌سی-۱۴۹) (به انگلیسی: USS Nightingale (AMc-149)) یک کشتی بود که طول آن ۹۳ فوت (۲۸ متر) بود. این کشتی در سال ۱۹۴۰ ساخته شد.